# Journée mondiale du végétarisme
La Journée mondiale du végétarisme (World Vegetarian Day) est un événement qui se déroule le 1er octobre  de chaque année au cours duquel les végétariens du monde entier se retrouvent pour célébrer les droits des animaux et faire connaitre le végétalisme et le véganisme.